# Kasuru, Somvarpet
Kasuru là một làng thuộc tehsil Somvarpet, huyện Kodagu, bang Karnataka, Ấn Độ.